# Kubavaktelduva
Kubavaktelduva (Geotrygon caniceps) är en fågel i familjen duvor inom ordningen duvfåglar.

## Utseende och läte
Kubavaktelduvan är en 28 cm lång, gråaktig duva med tydlig purpurglans på ryggen. Manteln är purpurfärgad, övergumpen blå och stjärten svart. Vingarna är bruna med orangeaktiga kanter på handpennorna. Huvudet är gråaktigt med enfärgat grå hjässa. Även undersidan är gråaktig, på undersidan av stjärten varmt ockrafärgad. Den skiljer sig från andra vaktelduvor i området genom avsaknad av teckningar i ansiktet och är minst brun i fjäderdrälten. Lätet är ett ihållande "uup-uup-uup...".

## Utbredning och systematik
Fågeln förekommer enbart på Kuba. Den behandlas som monotypisk, det vill säga att den inte delas in i några underarter.

## Status och hot
Kubavaktelduvan har en liten världspopulation bestående av uppskattningsvis endast 1 500–7 000 vuxna individer. Den tros också minska kraftigt i antal till följd av habitatförlust och hårt jakttryck. Den är därför upptagen på internationella naturvårdsunionen IUCN:s röda lista över hotade arter, kategoriserad som sårbar (VU).